# Epimetej
Epimetej je bil v grški mitologiji eden od Titanov.
Z bratom Prometejem sta bila sina Titana Japeta. Po tem, ko je Prometej ukradel ogenj na Olimpu, ga prinesel ljudem in bil za to kaznovan, je Zevs kot dodatno kazen za človeštvo ustvaril Pandoro in jo poslal na zemljo vedoč, da se bo Epimetej zaljubil vanjo kljub bratovim svarilom. Epimetej naj bi se poročil s Pandoro, s katero naj bi imel hčer Pirho.